# Marolles-en-Hurepoix
Marolles-en-Hurepoix ist eine französische Gemeinde mit 5688 Einwohnern (Stand: 1. Januar 2022) im Département Essonne in der Region Île-de-France; sie gehört zum Arrondissement Palaiseau und zum Kanton Brétigny-sur-Orge. Die Einwohner werden Marollais genannt.

## Geographie
Marolles-en-Hurepoix liegt etwa 33 Kilometer südlich von Paris. Umgeben wird Marolles-en-Hurepoix von den Nachbargemeinden Brétigny-sur-Orge im Norden, Leudeville im Osten, Saint-Vrain im Süden und Südosten, Cheptainville im Südwesten, Guibeville im Westen und La Norville im Nordwesten.

## Bevölkerungsentwicklung
| Jahr      | 1962 | 1968 | 1975 | 1982 | 1990 | 1999 | 2006 | 2011 |
| Einwohner | 1401 | 1578 | 2711 | 3549 | 4126 | 4669 | 4731 | 4870 |

## Sehenswürdigkeiten
- Kirche Notre-Dame-de-l’Assomption
- Schloss Beaulieu, erbaut um 1480
- Schloss Marolles, erbaut zwischen 1481 und 1680, 1788 umgebaut
- Schloss Gaillon, erbaut 1588
- Schloss Tournelles

## Gemeindepartnerschaften
Mit folgenden Gemeinden bestehen Partnerschaften:
- Southam, Großbritannien, seit 1992
- Lakamané, Mali, seit 1994
- Coppenbrügge, Niedersachsen, Deutschland, seit 1994

## Persönlichkeiten
- Friedrich Burgmüller (1806–1874), Komponist
- Émile Levassor (1843–1897), Ingenieur